# Melaleuca exuvia
Melaleuca exuvia är en myrtenväxtart som beskrevs av Lyndley Alan Craven och Lepschi. Melaleuca exuvia ingår i släktet Melaleuca och familjen myrtenväxter. Inga underarter finns listade i Catalogue of Life.